# 海甸岛
海甸岛是中华人民共和国海口市美兰区的一个岛屿，不属于海南岛本岛，岛上有人民路街道和海甸街道两个街道。
海甸岛南岸与海南本岛以海甸河分隔，北岸隔琼州海峡与雷州半岛相望，东岸与新埠岛隔横沟河相望，西岸隔海口湾与万绿园和海口国贸CBD相望。
海甸个岛上的两条主干道为人民大道与和平大道，前者穿过岛屿中央，连接南面的人民桥和北岸新建的的白沙门公园。海南大学主校区位于人民大道西侧。
海甸岛本身是填海形成，其东部在21世纪00年代后期的的填海造陆项目中被扩为一个独立的岛屿新埠岛。

## 著名地点
- 海南大学主校区，位于海甸西三路与海甸西五路之间。
- 白沙门公园，创建于2010年，是滨海游乐景点。位于北部海岸。公园里建有一个游乐园、人工湖和各种体育设施。
- 白沙门灯塔，中国第二高、世界第六高的灯塔，位于岛屿的西北角。
- 海口市人民医院，一个新的大型医院，位于人民大道。

## 登岛公路

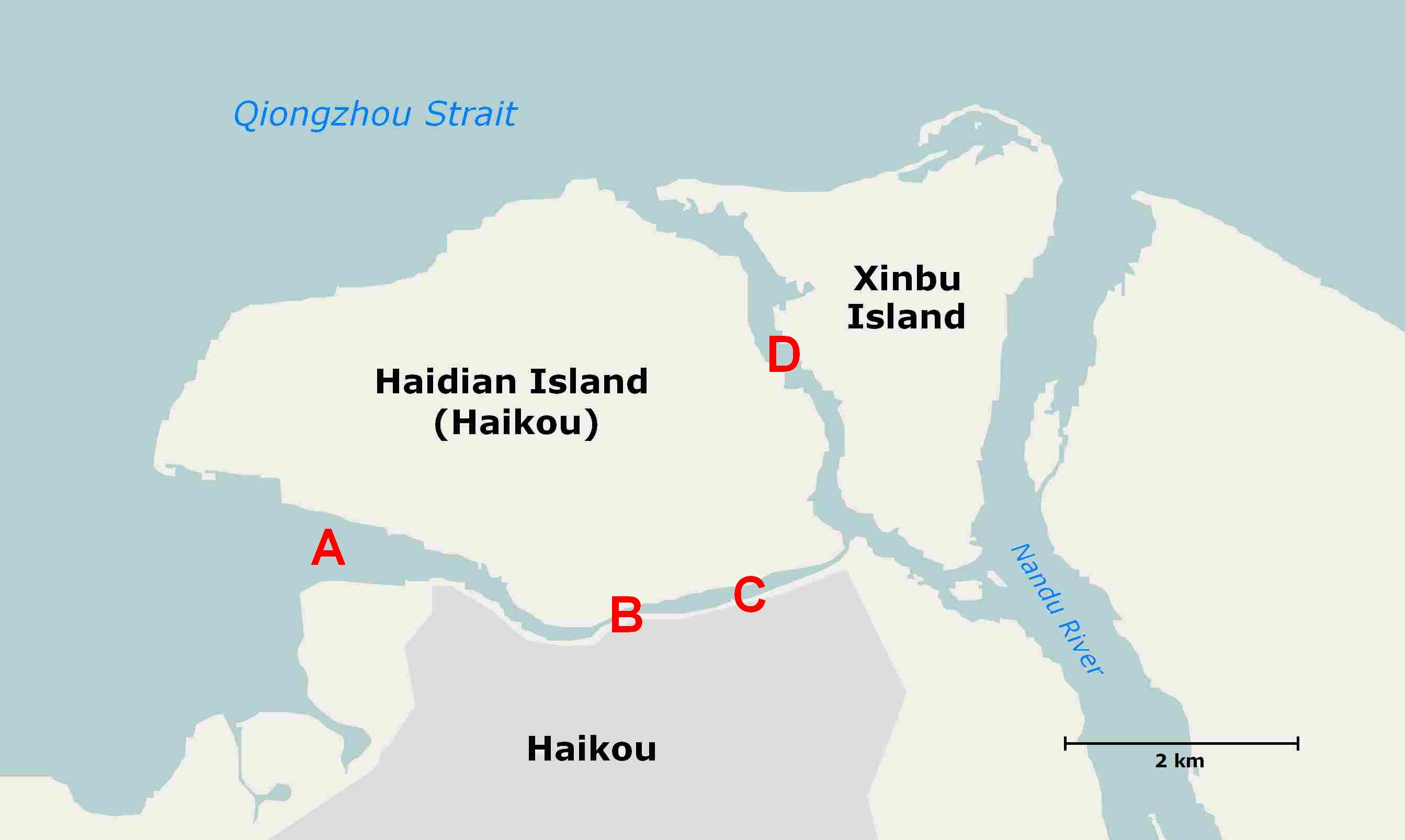
A: 海口世纪大桥
B: 人民桥
C: 和平桥
D: 海新大桥

可以经由四座桥登岛：
- 海口世纪大桥，穿过海甸河的河口并连接海口市区。北端的龙昆北路连接海甸五西路。
- 人民桥，穿过海甸河的狭窄部分，连接长堤路与人民大道。
- 和平桥，跨过海甸桥连接长堤路和和平大道。
- 海新大桥，跨越南渡江支流横沟河连接新埠岛新埠路与海甸岛海甸五东路。